# Bilet elektroniczny
Bilet elektroniczny – metoda zabezpieczenia biletu tradycyjnego za pomocą odpowiedniego kodu lub hasła.

## Bezpieczeństwo
Celem zabezpieczenia biletu jest uniemożliwienie dokonania fałszerstwa przez osoby trzecie. Podstawową formą zabezpieczenia biletu elektronicznego jest umieszczenie na nim jednowymiarowego kodu kreskowego, reprezentującego ciąg znaków zapisany w bazie danych. Numer taki generowany jest losowo, tak aby fałszerz nie był w stanie odgadnąć „kolejnego numeru” biletu. Bilet jest uznawany za ważny w momencie, kiedy jego numer istnieje w bazie danych i nie został on wcześniej użyty (o ile założenia systemu nie mówią inaczej).
Za bilet elektroniczny uważa się również inne nośniki informacji, np. kartę chipową lub kartę magnetyczną. Jednakże wszystkie te formy opierają się na identycznej zasadzie działania.

## Przykład
Kino prowadzi sprzedaż biletów na seanse za pośrednictwem własnej strony internetowej. Kupujący składa zamówienie i wnosi opłatę (np. za pomocą przelewu bankowego). Po zaksięgowaniu kwoty na koncie kina, kupujący na podany w zamówieniu adres e-mail otrzymuje wiadomość z załączonym biletem (np. w formacie PDF). Otrzymany tak bilet jest gotowy do wydrukowania i użycia.

## Zalety
- brak konieczności korzystania z dodatkowych form zabezpieczeń (hologram, znak wodny itp.)
- możliwość wysłania biletu pocztą elektroniczną – obniżone koszty dystrybucji
- personalizacja sprzedaży bez konieczności wprowadzania biletów imiennych
- sprawdzenie ważności biletu ogranicza się do sprawdzenia go przez skaner – zwiększona przepustowość